# CS Arcada Galați
CS Arcada Galați este un club de volei masculin profesionist din Galați. Echipa își dispută meciurile de acasă în Sala Sporturilor Dunărea. Formația a câștigat titlul național de cinci ori și Cupa României de două ori.

## Palmares intern
Campionatul României - Divizia A1
 Campioni (5) : 2019, 2020, 2021, 2022, 2023
 Vicecampioni (2): 2018, 2024
  Locul 3 (2) : 2016, 2017
 Divizia A2
 Campioni (1) : 2012-2013
 Cupa României
 Câștigători (2) : 2017, 2022
 Finaliști (3): 2018, 2019, 2023
 Supercupa României
 Câștigători (3) : 2017 , 2019 , 2023

## Lotul de jucători
| Număr | Nume                           | Naționalitate     | Poziție   |
| ----- | ------------------------------ | ----------------- | --------- |
| 1     | Ion Ciprian Teleleu            | România           | Secund    |
| 2     | Ivan Raic                      | Croația           | Ridicător |
| 4     | Vasile Talpă                   | Republica Moldova | Centru    |
| 5     | Andrei Butnaru                 | România           | Centru    |
| 6     | Julian Junior Shamir Bissette  | Sfânta Lucia      | Centru    |
| 7     | Ovidiu Costin Darlaczi         | România           | Fals      |
| 8     | Pedro Rangel                   | Mexic             | Secund    |
| 9     | Alejandro Gabriel Toro Ramella | Argentina         | Fals      |
| 10    | Tudor Magdaș                   | România           | Centru    |
| 11    | Filip Šestan                   | Croația           | Fals      |
| 12    | Marian Iulian Bala             | România           | Fals      |
| 13    | Alexandru Rață                 | România           | Ridicător |
| 15    | Liviu Cristudor                | România           | Libero    |
| 17    | Vlad Alexandru Kantor          | România           | Libero    |
| 20    | Akhrorjon Sobirov              | Uzbekistan        | Centru    |

## Staff tehnic
| Nume              | Naționalitate | Ocupație           |
| ----------------- | ------------- | ------------------ |
| Sergiu Stancu     | România       | Antrenor principal |
| Marian Apostu     | România       | Antrenor secund    |
| Neculai Harabagiu | România       | Antrenor secund    |